# Mihailo Petrović (fotbollsspelare)
Mihailo Petrović, född 18 oktober 1957, är en serbisk tidigare fotbollsspelare.
Mihailo Petrović spelade 1 landskamp för det serbiska landslaget.